# Siccome sei
Siccome sei è un singolo della cantautrice italiana Giordana Angi, pubblicato il 19 novembre 2020 come secondo estratto dal terzo album in studio Mi muovo, in uscita il 14 maggio 2021.

## Descrizione
Il brano, scritto a quattro mani dalla stessa Angi e Antonio Iammarino, è una dedica della cantautrice alla musica nata nel periodo della pandemia di COVID-19 in Italia. Angi descrive il processo di scrittura del brano:

## Tracce
Testi e musiche di Giordana Angi e Antonio Iammarino.
1. Siccome sei – 2:59

## Video musicale
Il videoclip musicale è stato reso disponibile il 24 novembre 2020 sul canale YouTube dell'artista.